# Hanson-båten

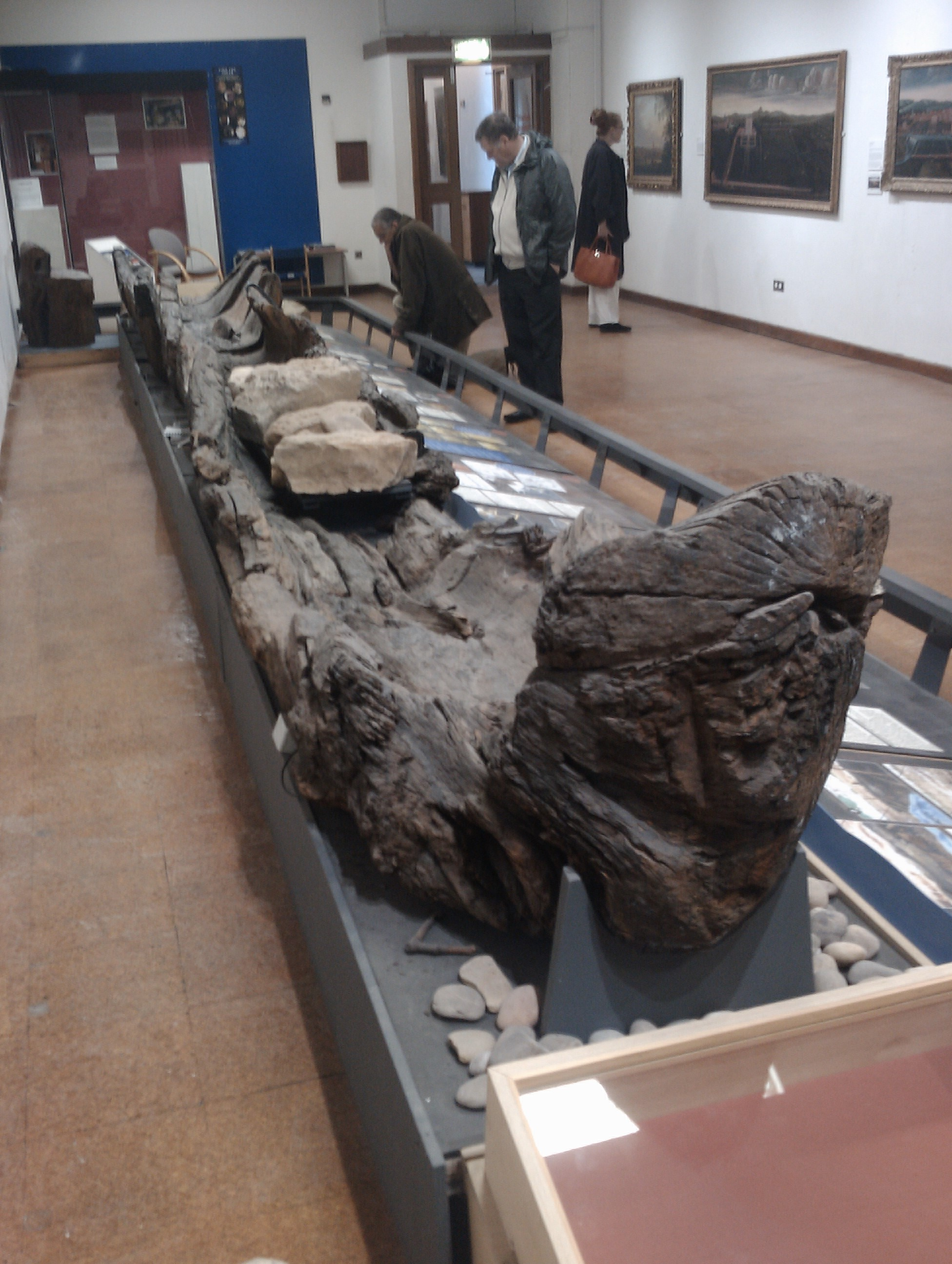
Hanson-båt i Derby Museum and Art Gallery

Hanson-båten är en båt från bronsåldern, som hittades 1998 i Hanson gruvstag  nära Derby. Den är över tio meter lång, gjord av en enda stock. Man har hittat flera bronsåldersbåtar i England, men Hanson-båten är den enda som har lasten kvar. Last har varit sandsten från Bromsgrove, och båten har tydligen används till godstransport på floden Trent.  Med radiokolmetoden har man daterat båten som 3500 år gammal. Den har legat under flodens sandbotten utan syre för aerob degradering. Man hittade samtidigt en annan båt och lämnade den till fyndplatsen.